# Act of Union 1840

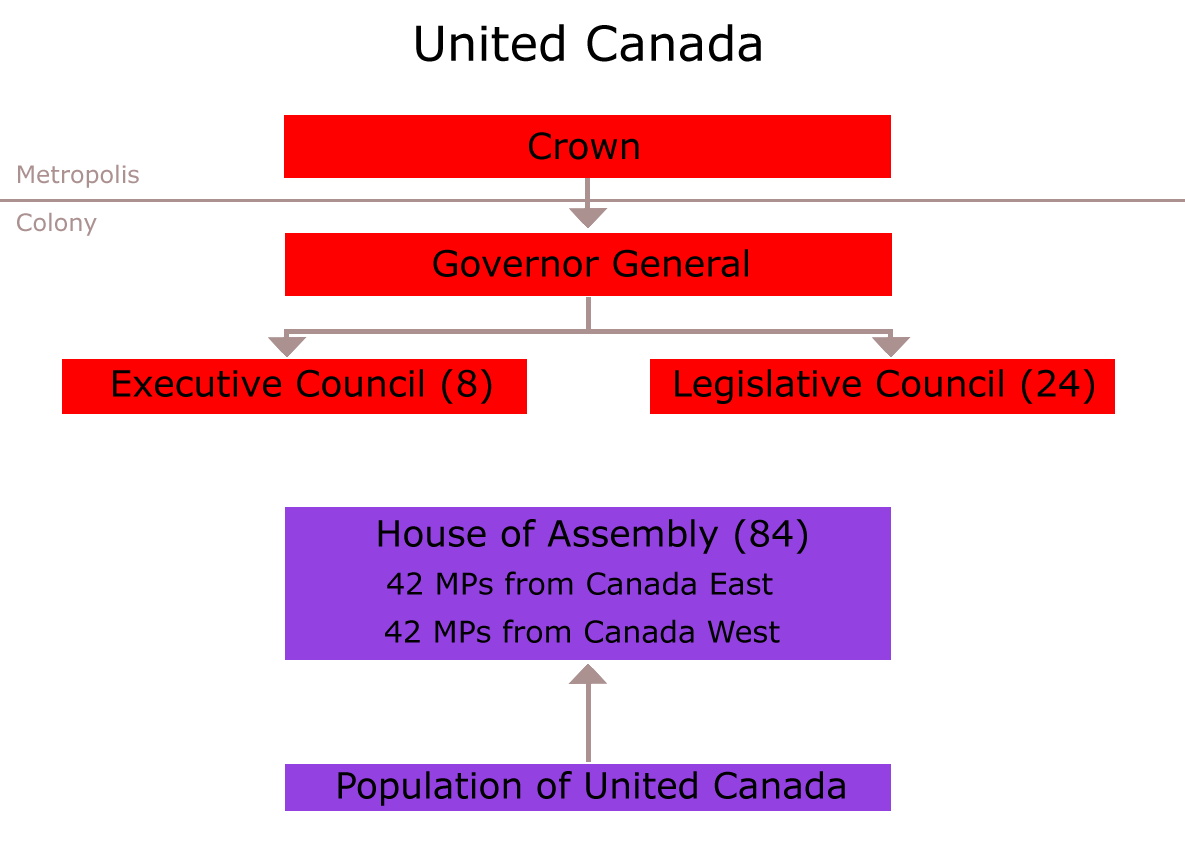
Politisk organisation under Act of Union 1840.

Act of Union 1840 eller British North America Act 1840 var den brittiska parlamentsakt från juli 1840, vilken från februari 1841 ledde till skapandet av Provinsen Kanada genom sammanslagning av Nedre Kanada och Övre Kanada. Provinsen fick ett gemensamt parlament. Franskan avskaffades som språk inom statsförvaltningen. Akten möttes med starkt motstånd, bland annat hos fransktalande.

### Fotnoter
1. ↑  ”Act of Union” (på engelska). The Canadian Encyclopedia. http://www.thecanadianencyclopedia.ca/en/article/act-of-union/. Läst 10 november 2015.